# Wolfgang Luisser
Wolfgang Luisser (* 31. August 1979) ist ein ehemaliger österreichischer Fußballspieler und nunmehriger -trainer.

## Karriere

### Als Spieler
Luisser spielte bis 1997 im BNZ Burgenland. Zur Saison 1997/98 wechselte er zum SV Güssing. Zur Saison 1998/99 schloss er sich dem Bundesligisten Grazer AK an, für den er jedoch kein Spiel absolvierte. Daraufhin wechselte er zur Saison 1999/2000 zum Regionalligisten TSV Hartberg.
Nach einer Saison bei Hartberg schloss er sich im Sommer 2000 dem Zweitligisten SV Mattersburg an. Sein Debüt für Mattersburg in der zweiten Liga gab er im Juli 2000, als er am ersten Spieltag der Saison 2000/01 gegen den SC Untersiebenbrunn in der Startelf stand und in der 81. Minute durch Martin Ivanschitz ersetzt wurde. Bis Saisonende absolvierte Luisser 28 Zweitligaspiele für Mattersburg, in denen er ohne Treffer blieb.
Nach einem Jahr bei Mattersburg kehrte er 2001 zu Güssing zurück. In der Saison 2002/03 spielte er für den Regionalligisten SV Oberwart, für den er bei 27 Spielen in der Regionalliga Ost zum Einsatz kam.

### Als Trainer
Luisser trainierte in der Saison 2007/08 die U-19-Mannschaft der Akademie des Grazer AK. Ab November 2009 fungierte er als Trainer in der Akademie des FC Red Bull Salzburg, zunächst bei der U-15-, ab 2010 bei der U-16-Mannschaft.
Zur Saison 2011/12 wechselte er zum Zweitligisten SV Grödig und wurde Co-Trainer von dessen Amateuren. Ab der Saison 2012/13 fungierte er zudem Co-Trainer von Adi Hütter bei den Profis von Grödig, mit denen er 2013 in die Bundesliga aufstieg. 2014 hat er zudem den Trainerlehrgang für die UEFA Pro-Lizenz absolviert, gemeinsam mit dem späteren UEFA Europea League Gewinner Oliver Glasner.
Nach seiner Zeit bei Grödig war Luisser für 1,5 Jahre als Sportlicher Leiter bei der ÖFB Frauen-Akademie tätig. 2017 führte er die U-17 Mannschaft des Nationalen Zentrums für Frauenfußball als Trainer zum Schulweltmeisterschaftstitel in Prag und wurde danach von Bundespräsidenten Dr. Alexander Van der Bellen empfangen.
2014 wurde Luisser Co-Trainer von Werner Gregoritsch bei der österreichischen U-21-Auswahl. In seiner Amtszeit hat sich die U-21 Mannschaft das erste Mal für eine Europameisterschaft qualifiziert. Ab der Saison 2017/18 war er Co-Trainer von Thomas Letsch beim deutschen Zweitligisten FC Erzgebirge Aue, behielt allerdings auch seinen Posten als Co-Trainer von Österreichs U-21-Team. Nachdem sich Aue im August 2017 von Letsch getrennt hatte, trat Luisser als Co-Trainer zurück und verließ den Verein.
Im Jänner 2018 verließ er die österreichische U-21-Mannschaft schließlich und wurde Co-Trainer von Klaus Schmidt beim Bundesligisten SCR Altach. Nach der Trennung von Schmidt blieb er Co-Trainer unter dem neuen Trainer Werner Grabherr. Nachdem sich die Altacher im März 2019 auch von Grabherr getrennt hatten, übernahm er interimistisch den Cheftrainerposten bei Altach. Nach zwei Spielen als Trainer wurde er von Alex Pastoor abgelöst und wurde wieder Co-Trainer. Mit Anfang der Saison 2019/20 war Luisser nicht mehr Co-Trainer, da er eine einjährige Bildungskarenz einlegte.
Zur Saison 2020/21 wurde er beim englischen Zweitligisten FC Barnsley Co-Trainer von Gerhard Struber.